# Paul Le Roux (homme politique)
Pour les articles homonymes, voir Le Roux.
Pour l'informaticien et criminel australo-sud-africain, voir Paul Le Roux (criminel).
Georges Anne Jean Paul Le Roux, né le 26 septembre 1850 à Paris, où il est mort le 26 avril 1923, est un homme politique français, sénateur et député de la Vendée

## Biographie
Fils d'Alfred Le Roux, député de la Vendée, ministre sous le Second Empire, il fait des études de droit et devient le secrétaire de son père au ministère du Commerce et de l'Industrie. 
Mobilisé pendant la Guerre de 1870, il entre ensuite au ministère des Affaires étrangères, et il est successivement envoyé en poste à Rome et à Madrid.
En 1881, il se présente comme candidat bonapartiste dans la circonscription de Fontenay-le-Comte, et il est élu député de la Vendée. Il est réélu en 1885 et en 1889, mais il est battu en 1893 par le républicain Prosper Deshayes. 
Il se fait élire sénateur de la Vendée en 1897, prenant la succession d'Alfred Biré. Réélu en 1900, en 1909 et en 1920, il siège au Sénat jusqu'à sa mort survenue le 26 avril 1923 en son domicile dans le 8e arrondissement de Paris. Il est inhumé au cimetière du Père-Lachaise (35e division).
Paul Le Roux a épousé en 1885 Madeleine Levert (1863-1923), fille d'Alphonse Levert, ancien préfet de l'Empire, député du Pas-de-Calais. Il est le grand-père de Maurice Le Roux.

## Sources
- « Paul Le Roux (homme politique) », dans Adolphe Robert et Gaston Cougny, Dictionnaire des parlementaires français, Edgar Bourloton, 1889-1891 [détail de l’édition]
- « Paul Le Roux (homme politique) », dans le Dictionnaire des parlementaires français (1889-1940), sous la direction de Jean Jolly, PUF, 1960 [détail de l’édition]